# Moon Music
Moon Music (títol complet: Music of the Spheres Vol. II: Moon Music) és el desè àlbum d'estudi de la banda anglesa de rock alternatiu Coldplay, i es considera la segona part del projecte musical Music of the Spheres sent el primer From Earth with Love (2021). Es va publicar el 4 d'octubre de 2024 per Parlophone i Atlantic Records en tres edicions diferents: Notebook, Tour i Full Moon, cadascuna amb material exclusiu propi, material en directe i cançons extres.
Coldplay van comptar amb diversos productors musicals per a la producció de l'àlbum: Bill Rahko, Dan Green, Michael Ilbert i Max Martin, amb la col·laboració addicional de Jon Hopkins, Ilya Salmanzadeh, Oscar Holter i Chainsmokers. Abans de la publicació de l'àlbum van llançar dos senzills, «Feels Like I'm Falling in Love» i «We Pray», mentre que el tercer va veure la llum el mateix dia que l'àlbum  «All My Love».

## Producció
En el llibret de l'àlbum Music of the Spheres, subtitulat Vol. I: From Earth with Love (2021), ja es va deixar entreveure que hi hauria una continuació i al gener de 2023 van anunciar que ja havien completat l'enregistrament del nou treball. Al llarg de la gira Music of the Spheres World Tour ja van estrenar algunes cançons noves del nou projecte.  A través de les seves xarxes socials, Coldplay va anunciar a l'estiu de 2024 que el nou àlbum seria publicat a l'octubre del mateix any.
Chris Martin va explicar que l'àlbum era una mena de la història de despertar-se al matí i sentir-se terrible amb si mateix, terrible amb el món: deprimit, aïllat, separat, sol i incapaç de ser un mateix. A través de l'àlbum, és un viatge per sentir tot el contrari al final del dia.
Les cançons es van enregistrar en dues localitzacions, l'estudi Punta Paloma de Tarifa (Espanya) i The Rainforest de Los Angeles (Estats Units).
La portada de l'àlbum mostra la imatge d'un arc de Sant Martí lunar, fotografia realitzada pel fotògraf argentí Matías Alonso Revelli l'any 2020. La resta d'artwork el va realitzar la dissenyadora Pilar Zeta, que ha havia treballat amb la banda en treballs anteriors. La banda va posar molt interès en la utilització de materials reciclats o poc contaminants, i va optar per utilitzar CDs de policarbonat reciclats en un 90% i els vinils fabricats a partir d'ampolles de plàstic PET, essent pioners en la música discogràfica.
L'àlbum va debutar al número u de la llista britànica amb més de dues centes mil unitats venudes, i va ser el desè treball de la banda en liderar aquesta llista. Amb aquest registre, Coldplay va esdevenir la sisena banda en aconseguir deu números 1 després dels Beatles, Rolling Stones, U2, ABBA i Queen. Moon Music va liderar les llistes d'àlbums de molts països destacant Alemanya, Itàlia, Austràlia o els Estats Units.

## Llista de cançons
Els components de Coldplay són Guy Berryman, Jonny Buckland, Will Champion i Chris Martin.
| 1.            | «Moon Music» (amb Jon Hopkins)                         | Coldplay Jon Hopkins John Metcalfe | 4:36  |
| 2.            | «Feels Like I'm Falling in Love»                       | Coldplay Hopkins Apple Martin Max Martin Tim Rutili | 3:56  |
| 3.            | «We Pray» (amb Little Simz, Burna Boy, Elyanna i Tini) | Coldplay Simbiatu Ajikawo Shawn Carter Elian Marjieh Max Martin Damini Ogulu Mauricio Rengifo Davide Rossi Ilya Salmanzadeh Martina Stoessel Andrés Torres | 3:53  |
| 4.            | «Jupiter»                                              | Coldplay Max Martin Salmanzadeh Jacob Collier Olivia Waithe Moses Martin                                                                                   | 4:00  |
| 5.            | «Good Feelings» (amb Ayra Starr)                       | Coldplay Oyinkansola Aderibigbe Alex Pall Nile Rodgers Andrew Taggart                                                                                      | 3:37  |
| 6.            | «Alien Hits/Alien Radio»                               | Coldplay Devin Powers Maya Angelou Hopkins Kaori Muraji Max Martin                                                                                         | 6:09  |
| 7.            | «IAAM»                                                 | Coldplay Oscar Holter Max Martin | 3:03  |
| 8.            | «Aeterna»                                              | Coldplay Louis Cole Daniel Green Hopkins Max Martin José Velazquez                                                                                         | 3:12  |
| 9.            | «All My Love»                                          | Coldplay Moses Martin Metcalfe | 3:42  |
| 10.           | «One World»                                            | Coldplay Denise Carite Brian Eno Shaneka Hamilton A. Martin Metcalfe Bill Rahko                                                                            | 6:47  |
| Durada total: | Durada total:                                          | Durada total: | 43:57 |

### Tour Edition
Una edició especial de la gira es va posar a disposició de la botiga oficial de la banda només entre el 4 i el 7 d'octubre de 2024. Aquesta edició contenia deu cançons enregistrades durant la gira Music of the Spheres World Tour, en format digital i acompanyades d'un llibret de 80 pàgines.
| 1.  | «Music of the Spheres/Higher Power» (directe a l'Estadi Monumental) | Coldplay Max Martin Rik Simpson Daniel Green Federico Vindver Bill Rahko Denise Carite |  |
| 2.  | «Adventure of a Lifetime» (directe a l'Estadi Monumental)           | Coldplay Mikkel S. Eriksen Tor Erik Hermansen                                          |  |
| 3.  | «Viva la Vida» (directe a l'Estadi Monumental)                      | Coldplay                                                                               |  |
| 4.  | «Let Somebody Go» (amb H.E.R.) (directe a l'Estadi Monumental)      | Coldplay Max Martin Apple Martin Olivia Waithe Oscar Holter Rahko Leland Wayne         |  |
| 5.  | «People of the Pride» (directe a l'Estadi Monumental)               | Coldplay Max Martin Rahko Derek Dixie Samuel Falson Jesse Rogg                         |  |
| 6.  | «My Universe» (amb BTS) (directe a l'Estadi Monumental)             | Coldplay Max Martin Holter Rahko Suga J-Hope RM                                        |  |
| 7.  | «A Sky Full of Stars» (directe a l'Estadi Monumental)               | Coldplay Tim Bergling                                                                  |  |
| 8.  | «Biutyful» (directe a l'Estadi Monumental)                          | Coldplay Max Martin Holter Davide Rossi                                                |  |
| 9.  | «Feelslikeimfallinginlove» (directe 2024)                           | Coldplay Hopkins Apple Martin Max Martin Tim Rutili                                    |  |
| 10. | «All My Love» (directe a Dublín)                                    | Coldplay Moses Martin John Metcalfe                                                    |  |

### Full Moon Edition
Una edició deluxe digital amb deu cançons extres es va llançar a la botiga oficial de la banda i via streaming el 6 d'octubre de 2024.
| 1.            | «Moon Music (Elodie)»                                                 | Coldplay                                                                                         | 2:46  |
| 2.            | «Feelslikeimfallinginlive»                                            | Coldplay Hopkins Apple Martin Max Martin Rutili                                                  | 4:36  |
| 3.            | «The Karate Kid»                                                      | Coldplay Metcalfe                                                                                | 2:55  |
| 4.            | «We Pray (Be Our Guest)» (amb Little Simz, Burna Boy, Elyanna i Tini) | Coldplay Ajikawo Carter Marjieh Max Martin Rahko Ogulu Rengifo Rossi Salmanzadeh Stoessel Torres | 3:53  |
| 5.            | «Angelsong»                                                           | Coldplay Powers Angelou Hopkins                                                                  | 4:21  |
| 6.            | «Jupiter» (versió senzill)                                            | Coldplay Rossi Salmanzadeh Collier Max Martin Moses Martin Waithe Orlando Le Fleming             | 2:53  |
| 7.            | «Man in the Moon»                                                     | Coldplay Max Martin Holter                                                                       | 3:54  |
| 8.            | «I Am a Mountain»                                                     | Coldplay Holter Max Martin                                                                       | 3:06  |
| 9.            | «All My Love» (directe a Dublín)                                      | Coldplay Moses Martin Metcalfe                                                                   | 4:06  |
| 10.           | «A Wave» (amb Jon Hopkins)                                            | Coldplay Hopkins                                                                                 | 2:33  |
| Durada total: | Durada total:                                                         | Durada total:                                                                                    | 79:00 |

Notes
- «Moon Music» conté un extracte de «Forever Held», de Jon Hopkins.
- «Feelslikeimfallinginlove» conté un sample de  «Funeral Singers», interpretat per Sylvan Esso i compost per Tim Rutili.
- «Neon Forest» conté un sample «Drone in C» de Sinerider.
- «Angelsong» conté un sample i una aparició de Maya Angelou al programa de televisió Oprah's Master Class.
- «Aeterna» conté un sample «Weird Part of the Night» de Louis Cole.
- «One World» conté un sample «Root to Leaf» de John Metcalfe.

## Posicions en llista
| Llista (2024) | Posició | Certificació | Vendes  |
| ------------- | ------- | ------------ | ------- |
| Alemanya      | 1       |              |         |
| Austràlia     | 1       |              |         |
| Canadà        | 2       |              |         |
| Espanya       | 1       |              |         |
| Estats Units  | 1       |              |         |
| França        | 3       | 1x Or        | 50.000  |
| Itàlia        | 1       | 1x Or        | 25.000  |
| Japó          | 15      |              |         |
| Regne Unit    | 1       | 1x Or        | 200.000 |

## Crèdits
Coldplay
- Guy Berryman – baix, glockenspiel, mandolina
- Jonny Buckland – guitarra, veus addicionals
- Will Champion – percussió, bateria, veus addicionals, cantant, guitarra, programació, omnichord
- Chris Martin – cantant, teclats, piano, guitarra, percussió

Músics addicionals
| - Daniel Green – programació (cançons 1–5, 8, 9), teclats (2, 8, 9), sintetitzador (3) - Bill Rahko – programació (cançons 1–3), teclats (4) - Max Martin – programació (cançons 1, 2, 5–7, 9), teclats (2, 4–9), percussió (2, 3), piano (3) - Jon Hopkins – programació (cançons 1, 2, 6, 7), teclats (1, 6, 7), sintetitzador (2) - Chris Worsey – violoncel (cançons 1, 2, 9) - Tony Wollard – violoncel (cançons 1, 2, 9) - Vicky Matthews – violoncel (cançons 1, 2, 9) - Helen Kamminga – viola (cançons 1, 2, 9) - Everton Nelson – violí (cançons 1, 2, 9) - Ian Humphries – violí (cançons 1, 2, 9) - Kate Robinson – violí (cançons 1, 2, 9) - Louisa Fuller – violí (cançons 1, 2, 9) - Marianna Haynes – violí (cançons 1, 2, 9) - Richard George – violí (cançons 1, 2, 9) - James Douglas – violoncel (cançó 1), cordes (3) - Patrick Kiernan – violí (cançó 1), cordes (3) - Daisy Vatalaro – violoncel (cançó 1) - Will Schofield – violoncel (cançó 1) - Chris Laurence – contrabaix (cançó 1) - Stacey Walton – contrabaix (cançó 1) - Jenny Goshawk – orquestració cordes (cançó 1) - Susie Gillis – orquestració cordes (cançó 1) - Ólafur Arnalds – programació cordes (cançó 1) - Kate Musker – viola (cançó 1) - Peter Lale – viola (cançó 1) - Reiad Chibah – viola (cançó 1) - Alison Dods – violí (cançó 1) - Cathy Thompson – violí (cançó 1) - Raja Halder – violí (cançó 1) - Rick Koster – violí (cançó 1) - Sarah Daramy-Williams – violí (cançó 1) - Oscar Holter – programació (cançons 2, 5, 7, 9), teclats (2, 7) - Bruce White – viola (cançons 2, 9), cordes (3) - Michael Ilbert – programació (cançons 2, 8) - Ian Burdge – violoncel (cançons 2, 9) - Rik Simpson – teclats (cançó 2) - Davide Rossi – violoncel, contrafagot, viola, violí (cançó 3); cordes (4) | - Ilya Salmanzadeh – percussió, programació (cançons 3, 4, 9); teclats (3, 9) - Bryony James – cordes (cançó 3) - Charles Jenson – cordes (cançó 3) - Ellie Stanford – cordes (cançó 3) - Emma Owens – cordes (cançó 3) - Hetty Snell – cordes (cançó 3) - Jenny Sacha – cordes (cançó 3) - Jessie Ann Richardson – cordes (cançó 3) - Jordan Bergmans – cordes (cançó 3) - Kerenza Peacock – cordes (cançó 3) - Martyn Jackson – cordes (cançó 3) - Meghan Cassidy – cordes (cançó 3) - Michael Trainor – cordes (cançó 3) - Miles Brett – cordes (cançó 3) - Natalia Bonner – cordes (cançó 3) - Natalie Klouda – cordes (cançó 3) - Richard Pryce – cordes (cançó 3) - Rosie Danvers – cordes (cançó 3) - Sarah Sexton – cordes (cançó 3) - Stephen Morris – cordes (cançó 3) - Tony Woollard – cordes (cançó 3) - Victoria Harrild – cordes (cançó 3) - Zahra Benyounes – cordes (cançó 3) - Mattias Bylund – cordes, sintetitzador corda, violí (cançó 4) - Mikkel Eriksen – teclats (cançó 4) - Tor Hermansen – teclats (cançó 4) - Alison Martin – oboè (cançó 4) - Orlando le Fleming – contrabaix (cançó 4) - Erik Arvinder – violí (cançó 4) - Alex Pall – teclats, programació (cançó 5) - Drew Taggart – teclats, programació (cançó 5) - Bateria Vanguarda – percussió, efectes sonors (cançó 5) - David Bukovinszky – violoncel (cançó 4) - Nile Rodgers – guitarra (cançó 5) - Kaori Muraji – guitarra clàssica (cançó 6) - BabeTruth – teclats (cançó 8) - Brian Eno – teclats, programació (cançó 10) |

Vocalistes addicionals
| - Apple Martin – vocalista (cançó 2) - Burna Boy – cantant (cançó 3) - Little Simz – cantant (cançó 3) - Elyanna – cantant (cançó 3) - Tini – cantant (cançó 3) - Victoria Canal – vocalista (cançons 4, 6) - H.E.R. – vocalista (cançons 4, 9) - Jacob Collier – vocalista (cançó 4) - Livvi Franc – vocalista (cançó 4) - Lous and the Yakuza – vocalista (cançó 4) - Moses Martin – vocalista (cançó 4) - Ayra Starr – cantant (cançó 5) - Maya Angelou – veus (cançó 6) - Brian Eno – veus addicionals (cançó 10) - Bill Rahko – veus addicionals (cançons 5, 7) - Brandon Winbush – veus cor (cançons 4, 5), cantant (10) - Denise Carite – veus cor (cançons 4, 5), cantant (10) - Dorian Holley – veus cor (cançons 4, 5), cantant (10) - Neka Hamilton – veus cor (cançons 4, 5), cantant (10) - Sharlotte Gibson – veus cor (cançons 4, 5), cantant (10) - Stevie Mackey – veus cor (cançons 4, 5), cantant (10) - Toni Scruggs – veus cor (cançons 4, 5), cantant (10) - Mzansi Youth Choir – vocalista (cançó 4) - Antonio Sol – veus cor (cançó 4) | - Baraka May Williams – veus cor (cançó 4) - David Loucks – veus cor (cançó 4) - Jarrett Johnson – veus cor (cançó 4) - Nelson Beato – veus cor (cançó 4) - Tim Crompton – veus addicionals (cançó 7) - Alice Backham – veus addicionals (cançó 10) - Arlene Moon – veus addicionals (cançó 10) - Byron Schwartz – veus addicionals (cançó 10) - Connor Panayi – veus addicionals (cançó 10) - Duncan Fuller – veus addicionals (cançó 10) - Eme Boucher – veus addicionals (cançó 10) - Emma Jane Randall – veus addicionals (cançó 10) - Gili Portal – veus addicionals (cançó 10) - Jessie Collins – veus addicionals (cançó 10) - Kordian Moskala – veus addicionals (cançó 10) - Kylie Morris – veus addicionals (cançó 10) - Marguerite Nguyen – veus addicionals (cançó 10) - Nick Gibbons – veus addicionals (cançó 10) - Sam Button – veus addicionals (cançó 10) - Tegan Nicholls – veus addicionals (cançó 10) - Thomas Fletcher – veus addicionals (cançó 10) - Tomas Crow – veus addicionals (cançó 10) - Valeska Voiges – veus addicionals (cançó 10) |

Tècnics
| - Randy Merrill – masterització - Michael Ilbert – mescles, enginyeria d'àudio (cançons 1, 3-10) - Daniel Green – enginyeria - Bill Rahko – enginyeria (cançons 1, 3-10) - Joe Nino-Hernes – enginyeria (cançons 1, 6, 9, 10) - Tate McDowell – enginyeria (cançó 1), mescles addicionals (6), enginyeria addicional (2-4), ajudant d'enginyeria (7-10) - Rik Simpson – enginyeria (cançó 1), enginyeria addicional (2) - Jake Jackson – enginyeria (cançó 3) - Rebecca Horden – enginyeria (cançó 3) - Mattias Bylund – enginyeria cordes, arranjaments cordes (cançó 4) - Peter Chilvers – vocal enginyeria, enginyeria addicional (cançó 10) - Niamh O'Sullivan – enginyeria addicional (cançó 2), ajudant d'enginyeria (3-5, 9, 10) - Johnny Drill – enginyeria addicional (cançó 5) - Gianluca Massimo – enginyeria addicional (cançó 7), ajudant d'enginyeria (1-6, 9, 10) - Eric Eylands – ajudant d'enginyeria - Tomas Crow – ajudant d'enginyeria (cançons 1-5, 7, 8-10) - Matt Latham – ajudant d'enginyeria (cançons 1, 2, 4, 6–8) - Kai Fujita – ajudant d'enginyeria (cançons 1, 6) - Eugene Takino – ajudant d'enginyeria (cançons 1, 6) - Bernd Pfeffer – ajudant d'enginyeria (cançó 1) - Emma Marks – ajudant d'enginyeria (cançó 1) - Lewis Jones – ajudant d'enginyeria (cançó 1) - Matt Cooke – ajudant d'enginyeria (cançó 1) - Nils Hahmann – ajudant d'enginyeria (cançó 1) - Ulli Schiller – ajudant d'enginyeria (cançó 1) - Jed Rimmell – ajudant d'enginyeria (cançons 2-7, 9, 10) - Wil Jones – ajudant d'enginyeria (cançons 2-7, 9, 10) - Fran Edwards – ajudant d'enginyeria (cançons 2-5, 7, 9, 10) - Miguel Lara – ajudant d'enginyeria (cançons 2, 3, 5, 7, 8) - Bella Corich – ajudant d'enginyeria (cançons 2, 3, 7, 8) - Maxx Iwamasa – ajudant d'enginyeria (cançons 2, 3, 7, 8) - Austin Brown – ajudant d'enginyeria (cançons 2, 4, 7, 9, 10) | - Tandra "MixedByLytes" Jhagroo – ajudant d'enginyeria (cançons 2, 4, 9) - Timothy Kahwa – ajudant d'enginyeria (cançons 2, 4, 9) - Sam Holland – ajudant d'enginyeria (cançons 2, 5, 7, 9) - Ettore Gilardoni – ajudant d'enginyeria (cançó 2) - Roberto Gramegna – ajudant d'enginyeria (cançó 2) - Ashley Poh – ajudant d'enginyeria (cançó 3) - Bryant Tan – ajudant d'enginyeria (cançó 3) - Leonard Soosay – ajudant d'enginyeria (cançó 3) - Rennie Gomes – ajudant d'enginyeria (cançó 3) - Connor Panayi – ajudant d'enginyeria (cançons 4, 5, 8, 10) - Duncan Fuller – ajudant d'enginyeria (cançons 4, 5, 8, 10) - Braden Bursteen – ajudant d'enginyeria (cançó 4) - Bradley Post – ajudant d'enginyeria (cançó 4) - David Pac Urresta – ajudant d'enginyeria (cançó 4) - Eva Reistad – ajudant d'enginyeria (cançó 4) - Mark Aguilar – ajudant d'enginyeria (cançó 4) - Navneeth Balachanderan – ajudant d'enginyeria (cançó 4) - Kian Moghaddamzadeh – ajudant d'enginyeria (cançó 5) - Simon Salabim – ajudant d'enginyeria (cançó 5) - Kalle Gustafsson Jerneholm – ajudant d'enginyeria (cançons 6, 9) - Aleks Von Korff – ajudant d'enginyeria (cançó 7) - Nick Valentin – ajudant d'enginyeria (cançó 8) - Eve Morris – ajudant d'enginyeria (cançó 9) - John Metcalfe – arranjaments cordes (cançons 1, 9, 10) - Davide Rossi – arranjaments cordes (cançons 3, 4) - Love Choir – arranjaments veus (cançó 4) |